# Petre Nuță
Petre Nuță (ur. 2 lipca 1928, zm. przed 2015) – rumuński kolarz szosowy. Reprezentant Rumunii na Letnich Igrzyskach Olimpijskich 1952 w Helsinkach. Na igrzyskach uczestniczył w wyścigu indywidualnym ze startu wspólnego, którego nie ukończył, jednakże nie spowodowało to niesklasyfikowania reprezentacji Rumunii.